# RTL XL
RTL XL was een video-on-demanddienst van RTL in Nederland die actief was van 21 oktober 2010 tot 7 augustus 2023. De dienst ging op in Videoland en RTL.nl.

## Content
RTL XL bevatte de televisieprogramma's die werden uitgezonden door RTL 4, 5, 7, 8 en Z. De website bevatte in principe alleen de eigen producties. Daarnaast werden soms gekochte programma's tijdelijk beschikbaar gesteld via de site.
Aanvankelijk konden de meeste uitzendingen onbeperkt en gratis (met reclame) teruggekeken worden. Voor sommige series en vooruitkijken moest wel betaald worden. Vanaf eind januari 2015 konden uitzendingen een week na uitzending gratis (met reclame) worden teruggekeken. Voor oudere uitzendingen, voortaan nog maar 365 dagen beschikbaar, moest worden betaald. Dit kon per aflevering, maar ook met een eenmalige betaling waarmee men alles 30 dagen lang kon terugkijken (inclusief vooruitkijken). In 2018 stopte RTL XL met de betaalde dienst. De content was voortaan de zien bij het andere video-on-demand platform van RTL, Videoland. In 2023 werd ook de overgebleven content worden overgeheveld naar Videoland; men kan sinds juni 2023 met het speciale TV-gemist pakket gratis RTL programma's tot 7 dagen terugkijken. Tevens kan men via RTL.nl fragmenten bekijken. Op 7 augustus 2023 is de dienst RTL XL stopgezet. 

### Reclame
Afhankelijk van het programma dat de bezoeker wil bekijken, kon er voorafgaand en tijdens de herhaling van het programma een reclamespotje worden afgespeeld. Bij het bekijken van een stream op de site kon er worden 'doorgespoeld' naar elk willekeurig moment in de uitzending, maar dat gold niet voor een reclameblokje: de hele stream moest worden bekeken - een reclameblokje duurde echter slechts enkele tientallen seconden. Op een 'klokje' rechtsonder in beeld kon gezien worden hoelang de reclame duurde.

### Rechten
In principe bevatte de portal alleen de eigen producties van RTL Nederland en Nederlandse bewerkingen van internationale documentaires. Als een programma geen (geheel) eigen productie was, kon het voorkomen dat de stream alleen vanuit Nederland bekeken kon worden. Deze beperking was vaak van toepassing als het programma sportfragmenten bevatte of bij bewerkingen van internationale documentaires. De website checkte hiertoe het IP-adres van de bezoeker. Via een VPN-tunnel of een webproxy in Nederland kon een bezoeker de blokkade eventueel omzeilen.

### Digitale zenders
Op de site van RTL XL kon de bezoeker toegang krijgen tot de content van de digitale zenders van RTL Nederland.

### Kwaliteit
De meeste video's (fragmenten en complete uitzendingen) waren in HD kwaliteit beschikbaar.

## Publicatie
De uitzendingen werden over het algemeen vlak nadat een programma op de betreffende zender was uitgezonden op de site beschikbaar gesteld.

## Mobiel
RTL XL had ook een mobiele app ontwikkeld, waarbij gemakkelijk alle RTL-programma's teruggekeken konden worden.